# Ludwig Schick
Ludwig Schick (ur. 22 września 1949 w Marburgu) – niemiecki duchowny katolicki, arcybiskup Bambergu w latach 2002–2022.

## Życiorys
Święcenia kapłańskie przyjął 15 czerwca 1975 i został inkardynowany do diecezji Fulda. Doktoryzował się na Papieskim Uniwersytecie Gregoriańskim. Był m.in. wykładowcą na Wydziale Teologicznym w Fuldzie (1985–2002), a także prowikariuszem (1990) i wikariuszem generalnym diecezji (1995–1998).

### Episkopat
20 maja 1998 został mianowany biskupem pomocniczym diecezji Fulda ze stolicą tytularną Auzia. Sakry biskupiej udzielił mu w Fuldzie arcybiskup Johannes Dyba. W latach 2001–2002 był także wikariuszem generalnym diecezji.
28 czerwca 2002 Jan Paweł II mianował go arcybiskupem archidiecezji bamberskiej.
1 listopada 2022 papież Franciszek przyjął jego rezygnację z funkcji arcybiskupa Bambergu.